# 鹿児島誠一
鹿児島 誠一（かごしま せいいち、1945年 - ）は、日本の物理学者。専門は有機導体の物性測定（特にX線回折）。東京大学名誉教授。理学博士。第63期日本物理学会会長。

## 来歴
1945年、大阪府に生まれた。
1968年に東京大学理学部を卒業。1970年に同大学大学院理学系研究科修士課程を修了し、1973年に同大学大学院から理学博士号を取得した。
1973年から1979年まで工業技術院電子技術総合研究所の研究員、1979年から1988年まで東京大学教養学部の助教授、1988年から1994年まで同大学教養学部の教授、1994年から2009年まで同大学大学院総合文化研究科の教授を歴任した。
2009年に定年退官後、明治大学理工学部物理学科の客員教授、2012年から2016年まで同大学理工学部の特任教授を務めた。
2007年から2008年にかけて日本物理学会会長を務めた。
超伝導、電荷密度波、スピン密度波等の電子相転移、ならびに一軸性圧縮に伴う有機導体の構造変化をX線回折を用いて解明することを専門とした。

## 著作

### 邦書
- 鹿児島誠一、長沢博、三本木孝 著、鹿児島誠一 編『一次元電気伝導体』裳華房〈物性科学選書〉、1982年。ISBN 9784785326012。
- 鹿児島誠一 編『振動・波動入門』サイエンス社〈新物理学ライブラリ〉、1992年12月1日。ISBN 9784781906829。
- 鹿児島誠一 編『電磁気学』丸善〈パリティ物理学コース〉、1997年1月1日。ISBN 9784621042779。
- 鹿児島誠一、長沢博、三本木孝、高橋利宏 著、鹿児島誠一 編『低次元導体（改訂改題）-有機導体の多彩な物理と密度波-』裳華房〈物性科学選書〉、2000年5月25日。ISBN 9784785326104。
- 鹿児島誠一 編『固体物理学』裳華房〈裳華房テキストシリーズ-物理学〉、2002年9月5日。ISBN 9784785322106。
- 鹿児島誠一『目で楽しむナノの世界』丸善出版、2009年3月1日。ISBN 9784621081006。
- 鹿児島誠一『自然現象と物理法則のあいだ 物理の本質は公式だけではわからない』丸善出版、2011年1月1日。ISBN 9784621083307。

### 洋書
- Kagoshima, Seiichi; Nagasawa, Hiroshi; Sambongi, Takashi (1988). One-Dimensional Conductors. Springer Series in Solid-State Sciences. Springer Berlin, Heidelberg. doi:10.1007/978-3-642-83179-9. ISBN 978-3-642-83181-2

### 翻訳書
- George Gruner 著、鹿児島誠一、村田惠三 訳『低次元物性と密度波』丸善、1999年3月1日。ISBN 9784621045626。
- R. A. Serway、J. W. Jewett Jr. 著、鹿児島誠一、和田純夫 訳『サーウェイ 基礎物理学Ⅰ. 力学』東京化学同人、2012年3月12日。ISBN 9784807908301。